# Площадь Ленина (Уфа)
Площадь имени Ле́нина (разг. Горсовет; первоначально Комсомольская площадь) — главная городская площадь Уфы, расположенная на проспекте Октября в Октябрьском районе. Непосредственно граничит с парком Мажита Гафури.
Площадь переняла административную функцию от Советской площади — через проспект Октября расположены здание Горсовета с трибунами.

## Описание
На площади проходят (по проспекту Октября) официальные мероприятия, такие как День Победы и Бессмертный полк, День города и День России, и прочие.

## История
Комсомольская площадь заложена одновременно со строительством здания Уфимского городского комитета.
В 1960 установлен памятник Ленину скульптора С. Д. Меркурова (позднее перенесён в Дёму — в сквер Ильича на улице Ухтомского, возле Дома культуры 1 мая).
В 1966 решено установить памятник Ленину скульпторов М. Ф. Бабурина и Г. П. Левицкой, и архитекторов Е. И. Кутырева и Г. И. Гаврилова, который первоначально предназначался для установки на Ленинских горах в Москве. Памятник торжественно открыт в 1967.

#### Строительство фонтана
Строительство велось с 2015, и прерывалось несколько раз при увеличении стоимости проекта. Весной 2019 строительство возобновлено. Открытие состоялось 12 июня 2019 года, в день 445-летия Уфы. Стоимость строительства — 80 млн рублей.

## Ансамбль
Ансамбль площади, доминантой которой является памятник Ленину, состоит из зданий Горсовета (через проспект Октября, соединены подземным пешеходным переходом), русского драматического театра (у южной части), гостиницы «Россия» (у северной части), и (у западной части) кинотеатра имени Гагарина (ныне — ночной клуб «Правда») и планетария. Парк Мажита Гафури не имеет с площадью ограждений и составляют единое целое.
В западной части установлен фонтан «Часы», архитектурное решение которого вызвало споры, как и его функция — указание времени. Гидродинамический музыкальный фонтан представляет собой часы в виде круглой чаши диаметром 50 м, изготовленной из черного гранита и украшенной цифрами из бронзы. Фонтан разделен на 12 секторов, а роль стрелок выполняют струи фонтана, указывающие на час и минуту.